# Gmina Douglas (hrabstwo Boone)

Położenie Gminy Douglas w hrabstwie Boone

Gmina Douglas (ang. Douglas Township) – gmina w USA, w stanie Iowa, w hrabstwie Boone. Według danych z 2000 roku gmina miała 2344 mieszkańców.